# Can Batlle (el Sallent)
|  | Aquest article tracta sobre la masia del Sallent. Vegeu-ne altres significats a «Can Batlle». |

Can Batlle és una obra de Santa Pau (Garrotxa) inclosa a l'Inventari del Patrimoni Arquitectònic de Catalunya.

## Descripció
Entre Santa Pau i el Sallent, hi ha la confluència de les aigües que davallen del pla de Sant Martí i les de la vila baronial. Per aquesta zona hi ha el mas de Can Batlle. És un gran casal senyorial bastit, possiblement, a finals de l'època feudal, i totalment remodelat els segles XVII i xviii. Avui, amb estat de restauració, presenta molts afegitons i construccions annexes. El nucli senyorial disposa de tres pisos. Té dues façanes notables: la de migdia, amb tres grans arcs a la part baixa (quadres) i una galeria amb tres arcades al primer pis; la façana nord té una gran entrada per carruatges en forma de túnel, que dona accés a la porta principal; a aquesta hom hi pot llegir "MAS CASAS 1661" fet amb pintura. A una de les parets del túnel hi ha una pedra on s'hi va esculpir "CASAS ME FESIT 1723". Algunes finestres tenen reixes de ferro forjat en forma de graella.

## Història
Per les rodalies de Can Batlle va tenir lloc una ventura carlina que va iniciar-se al santuari de Santa Maria de Finestres, amb motiu del viatge dels prínceps Alfons i Maria de les Neus. Prop del mar hi hagué una batussa entre tots dos bàndols -Gener de 1873-. Finida aquesta, els prínceps s'encaminaren vers La Miana i d'aquí partiren cap a la frontera. L'actual propietari, Josep Oriol Prat i Moliner, guarda les xinel·les que hi deixà Maria de les Neus quan tenia pressa per fugir de les tropes governamentals.